# Dawid Szwarga
Dawid Kamil Szwarga (ur. 7 października 1990 w Jastrzębiu-Zdroju) – polski piłkarz i trener, od 2024 Arki Gdynia. W sezonie 2023/2024 trener Rakowa Częstochowa, którego prowadził w Ekstraklasie, Pucharze Polski i Lidze Europy UEFA.
W sezonie 2024/25 awansował z Arką Gdynia do ekstraklasy.

## Kariera piłkarska
Karierę zaczynał w MOSiR Jastrzębie-Zdrój (juniorzy) i występującej wówczas w ekstraklasie Odrze Wodzisław Śląski (seniorzy). Następnie grał w klubach z niższych lig.

## Kariera trenerska
29 czerwca 2018 został asystentem trenera Jacka Paszulewicza w GKS Katowice. 15 października 2018 dołączył w tymże klubie do sztabu Dariusza Dudka, również jako asystent. 14 czerwca 2021 został asystentem szkoleniowca Marka Papszuna w Rakowie Częstochowa. Po dość niespodziewanej rezygnacji Papszuna z prowadzenia „Medalików” po sezonie 2022/2023, w którym Raków zdobył mistrzostwo Polski, pierwszym trenerem RKS został właśnie Szwarga. Wprowadził Raków do fazy play-off Ligi Mistrzów UEFA, wygrywając dwumecze z Florą Tallinn, Qarabağiem FK i Arisem Limassol. W tejże fazie został wyeliminowany przez FC Kopenhaga, a jako przegrany dwumeczu zakwalifikował się do Ligi Europy UEFA.
W fazie grupowej Raków stawił czoła włoskiej Atalancie BC, portugalskiemu Sportingowi CP i austriackiemu Sturmowi Graz, wygrywając raz z tym ostatnim, remisując u siebie ze Sportingiem i przegrywając pozostałe mecze, kończąc swoje pierwsze w historii europejskie rozgrywki na ostatnim miejscu.
Raków pod wodzą Szwargi nie powtórzył sukcesów w krajowych rozgrywkach z poprzednich kampanii. Jego rekordowa seria 16 kolejnych zwycięstw w Pucharze Polski zakończyła się po odpadnięciu z rozgrywek w ćwierćfinale przeciwko Piastowi Gliwice.  Nie osiągnął też pozycji w pierwszej trójce tabeli, pomimo słabej formy potencjalnych rywali do tytułu. 9 kwietnia 2024, wobec apeli o zwolnienie Szwargi, właściciel Rakowa Michał Świerczewski wyraził poparcie dla menedżera ze strony klubu. Niecały miesiąc później, 7 maja 2024, ogłoszono, że Szwarga odejdzie ze stanowiska po zakończeniu sezonu 2023/2024. 21 maja klub ogłosił, że następcą Szwargi po sezonie zostanie Marek Papszun.
W grudniu 2024 roku został trenerem Arki Gdynia, rezygnując ze stanowiska asystenta trenera w Rakowie Częstochowa pod batutą Papszuna. 4 maja 2025 roku wywalczył z Arką awans do ekstraklasy po wygranym 2:1 meczu przeciwko Bruk-Bet Termalice Nieciecza. Był to powrót zespołu z Gdyni do najwyższej klasy rozgrywkowej po 5 latach.

## Życie prywatne
Syn piłkarza Mirosława Szwargi.